# تپه درکین
تپه درکین مربوط به هزاره اول -قرن ۵ و ۶ ه.ق است و در شهرستان بیجار، بخش مرکزی، روستای نو بهار واقع شده و این اثر در تاریخ ۸ مرداد ۱۳۸۱ با شمارهٔ ثبت ۵۹۱۵ به‌عنوان یکی از آثار ملی ایران به ثبت رسیده است.